# Opluridae
Opluridae (мадагаскарські ігуани) — родина ящірок помірного розміру, що походять із Мадагаскару та Гранд-Комору. Є вісім видів у двох родах, причому більшість видів належить до Oplurus. Opluridae разом із Brachylophus з Фіджі є єдиними представниками Pleurodonta, що збереглися за межами Америки.
Родина включає види, які живуть серед скель, деякі живуть на деревах і два, які віддають перевагу піщаним місцям існування. Усі види відкладають яйця та мають зуби, схожі на зуби справжніх ігуан. Було проведено дослідження, щоб визначити спосіб пошуку корму видів Oplurus. Цей вид отримав велике перевагу як фуражирів із засідки через низьку кількість рухів за хвилину і відсоток часу, витраченого на рух. Два роди легко розрізнити. Два менших види халародона мають спинний гребінь, особливо виразний у самців, і більш гладкий хвіст, покритий лускою такого ж розміру. Рід Oplurus має велику сегментовану колючу луску та відсутність спинного гребеня вздовж хребта.
Раніше, через їхню відокремленість від усіх інших ігуанів, вважалося, що оплуріди мають дуже давнє походження. Дослідження послідовностей мітохондріальної ДНК встановило дату поділу між Opluridae та Iguanidae приблизно 165 мільйонами років тому, під час середньої юри. Дослідження підтвердило монофілію розширених Iguanidae і поставило Oplurinae в базальне положення. Це датування узгоджується з вікаріантним походженням мадагаскарських ігуанів, оскільки вважається, що Мадагаскар відділився від Африки (під час розпаду Гондвани) приблизно 140 мільйонів років тому. Однак дослідження 2022 року показало, що Opluridae є сестринською групою Leiosauridae, родини ігуанів, які мешкають у Південній Америці. Встановлено, що обидві групи розійшлися лише в палеоцені, приблизно 60 мільйонів років тому. Оскільки ця розбіжність була надто недавньою, щоб бути результатом заміни, було припущено, що Opluridae колонізували Мадагаскар через розповсюдження в океані, або безпосередньо з Південної Америки на Мадагаскар, або з Південної Америки в Африку чи Антарктиду (на той час ще не заледеніли), а потім звідти на Мадагаскар.

## Склад родини
Родина Opluridae
- Рід Chalarodon
  - Chalarodon madagascariensis
  - Chalarodon steinkampi
- Рід Oplurus
  - Oplurus cuvieri
  - Oplurus cyclurus
  - Oplurus fierinensis
  - Oplurus grandidieri
  - Oplurus quadrimaculatus
  - Oplurus saxicola